# Annales Petaviani
O Annales Petaviani (AP) é um dos chamados "grupos de anais menores", três histórias Reichsannalen, ano a ano, do império carolíngio compostas em latim.  Eles são nomeados após o antigo proprietário do manuscrito, o jesuíta francês Denis Pétau (1583-1652), cujo nome, em latim, é Dionysius Petavius. A edição crítica padrão dos Annales é a de Georg Pertz na Monumenta Germaniae Historica.
A primeira entrada nos Annales Petaviani é para o ano de 687 e registra a Batalha de Tertry. Há, então, uma lacuna até 708, quando os anais recomeçam e continuam até 799 em ordem cronológica. Essas entradas até 771 foram compiladas de anais anteriores, como os Annales sancti Amandi e os Annales mosellani, e não compreendem uma fonte independente. Juntamente com os Annales sancti Amandi, os Annales Petaviani são a fonte primária das entradas para 741-88 nos Annales laurissenses maiores. Ambos podem ter sido baseados em um exemplar anterior originalmente compilado contemporaneamente com eventos no convento de Sankt Martin em Colônia. Para os anos 771-99 os Annales Petaviani são uma fonte independente e contemporânea.
Eles são a única fonte a datar o nascimento de Carlos Magno em 747. Eles também são a única fonte para nomear qualquer um dos dois filhos conhecidos de Carlomano I, que fugiu para a Itália com sua viúva em 771. O nascido por volta de 770, a quem o papa Estêvão III se ofereceu para batizar-se, chamava-se Pepino. A viúva de Carlomano, Gisela, também é nomeada em apenas uma fonte: os Annales mettenses priores. Os Annales Petaviani também fornecem uma explicação única para a aposentadoria do tio e homônimo de Carlomano, filho de Carlos Martel, que entrou na Abadia de Montecassino em 747, deixando o poder nas mãos de seu irmão, Pepino, o Curto. Os Annales afirmam que a conversão de Carlomano à vida religiosa ocorreu porque sua consciência estava perturbada por sua derrota na Alamânia, onde ele perdeu milhares de homens: Karolomannus intravit Alam
anniam ubi fertur quod multa hominum millia ceciderit. Unde compunctus regnum reliquit ("Carlomano entrou na Alamânia, onde se diz que muitos milhares de homens morreram. Com remorso, abandonou o reino"). Os Annales também fornecem evidências de uma presença anglo-saxônica em Marselha, o grande porto marítimo da Gália merovíngia, quando registram sob o ano 790 a morte do filho de Botto, um negociador inglês em Marselha.

## Edições
- Pertz, G. H. (1829). «Annales Petaviani». Monumenta Germaniae Historica, Scriptores. 1. Hanover. pp. 7–19

## Notes
1. ↑  The others are the Annales sancti Amandi, Annales laubacenses, and Annales tiliani.